# 梅村良澤
梅村 良澤（うめむら りょうたく、生没年不詳）は、戦国時代の隠士。岸良沢（きし りょうたく）とも。通称、良沢・崖良沢・号名、龍澤。美濃国加茂郡加治田城下の住人。一説には鵜沼城主大沢基康の家臣とも言われる。

## 概略
永禄8年（1565年）、織田信長が斎藤龍興の美濃侵攻にかかった際、加治田城主佐藤忠能の使者として密かに犬山へ行き、丹羽長秀を介して信長に内通の意を伝えた。喜んだ信長から、兵糧を整えるための黄金50枚を渡された（信長公記）。
良沢自身は内応の働きにより大はさま（関市田原の迫間）150貫文を与えられたという（長谷川文書）。信長がこの地を生涯にわたって扶持したのは、良沢が単に使者を務めたのではなく、積極的に忠能に内通を働きかけたからとも見られる。
永禄10年（1567年）11月15日付けで忠能が龍福寺に宛てた寄進状には、「門前龍沢屋敷」という記述が見られるが、龍沢は良沢の誤記と思われ、良沢は龍福寺の門前に住む商人の隠居といった身分で、漢詩などを嗜んでいた。
また、『言継卿記』によれば、永禄12年（1569年）に山科言継が岐阜に滞在した際、忠能と交流を持ったが、このとき同席した良沢も梅村良沢のことだと思われる。

## 人物・逸話・子孫
- 良沢は一中斎と名づけた寓居に住んでいたが、丘と谷一つを隔てて妙心寺第58代管長の南化玄興が仮寓していたことがあり、両者は交友を持って、玄興は天正2年（1574年）に『一中斎の記』を著している（玄興著『虚白集』に所載）。この中で中国に梅崖という人物がおり良沢がこれに似ていると書かれていることから、良沢は梅崖良沢を称し、略して崖良沢とも言ったのを、後人が岸と書き誤ったのではないかという説がある[1]。
- 夕雲の城では、漫画の主人公であり、良沢の視点でストーリが描かれている。[4]。
- 「岐山（岐阜）の東北の賀治田（加治田）に梅村良沢という風流な漢詩人がいて居宅の一室を一中と名付けた。」と記されている[5]。
- 南化玄興（南化和尚）も山をひとつ隔てた所（伊深ヵ）い碧雲という仮寓を設けていて、梅村良沢とはとても親しい間柄だっと記されている[6]。
- 良澤は、文化人・有力者との交流・織田信長からの知行等、加治田衆にとって非常に重要な人物である事は間違いないと言われている人物とされている[7]。
- 織田信長から「大はさま」（関市迫間領地150貫文）を良澤に与えられたことは、美濃佐藤氏と加治田衆を信長へ積極的に内通を働きかけた人物と推測され、その功労であったとする。追筆に良沢屋敷が加治田龍福寺大門南東「良沢屋敷」があり、堀まであったとされている。又は、「龍澤屋敷」と記されている[8]。
- 「信長公記」にも良澤の人物が記されている[9]。
- 加治田城二代目城主となり、美濃斎藤氏後継ぎの斎藤利治への信長からの所領を認めた文書内にも良沢の知行地も書かれている。利治が城主となった後も良澤は加治田屋敷に住んでいたと思われる。
- 戦国時代には梅村佐平治が加治田衆にいる[10]。

## 書籍
- 「織田信長の東美濃攻略歴史PRマンガ」　夕雲の城　富加町教育委員会　マンガ構成・作画　渡辺浩行
- 富加町史